# Brenda Joyce (skådespelare)
Brenda Joyce, född den 25 februari 1917 i Excelsior Springs, Missouri, död den 4 juli 2009 i Santa Monica, Kalifornien, var en amerikansk skådespelare. Hon är mest ihågkommen för att ha spelat rollen som Jane i en rad Tarzan-filmer med Johnny Weissmuller, och spelade även rollen i en film med Lex Barker i huvudrollen (Tarzans magiska källa (1949)). Hon medverkade i sin sista film 1949 och drog sig sedan tillbaka från filmen.

## Filmografi (urval)
- 1939 – När regnet kom
- 1940 – Little Old New York
- 1942 – Little Tokyo, U.S.A.
- 1945 – Tarzan och amazonerna
- 1945 – The Enchanted Forest
- 1946 – Tarzan och leopardkvinnan
- 1946 – Little Giant
- 1947 – Tarzan och lejonjägarna
- 1948 – Tarzan och kvinnan från havet
- 1949 – Tarzans magiska källa